# Niklas Eg
Niklas Eg, nascido em 6 de janeiro de 1995 em Kibækn [en], é um ciclista dinamarquês, membro da equipa Trek-Segafredo.

## Biografia
Em setembro  de  2017, assina um contrato de dois anos com a formação Trek-Segafredo.

## Palmarés
- 2012
  - Classificação geral da Carreira da Paz juniores
    - 1.ª etapa do Rothaus Regio-Tour (contrarrelógio por equipas)

  - 2.º do Rothaus Regio-Tour
- 2017
  - 2.º do Kreiz Breizh Elites
  - 3.º do Grande Prêmio Priessnitz spa
  - 3.º da Tour de l'Avenir

## Resultados na as grandes voltas

### Tour de France
1 participação
- 2020 :

### Giro d'Italia
1 participação
- 2018 : 93.º

### Volta a Espanha
1 participação
- 2019 : 37.º

## Classificações mundiais
| Ano             | 2016   | 2017  |
| UCI Europe Tour | 1 648. | 190.º |